# Вологі ліси Пуерто-Рико
Вологі ліси Пуерто-Рико (ідентифікатор WWF: NT0155) — неотропічний екорегіон тропічних та субтропічних вологих широколистяних лісів, розташований на Пуерто-Рико.

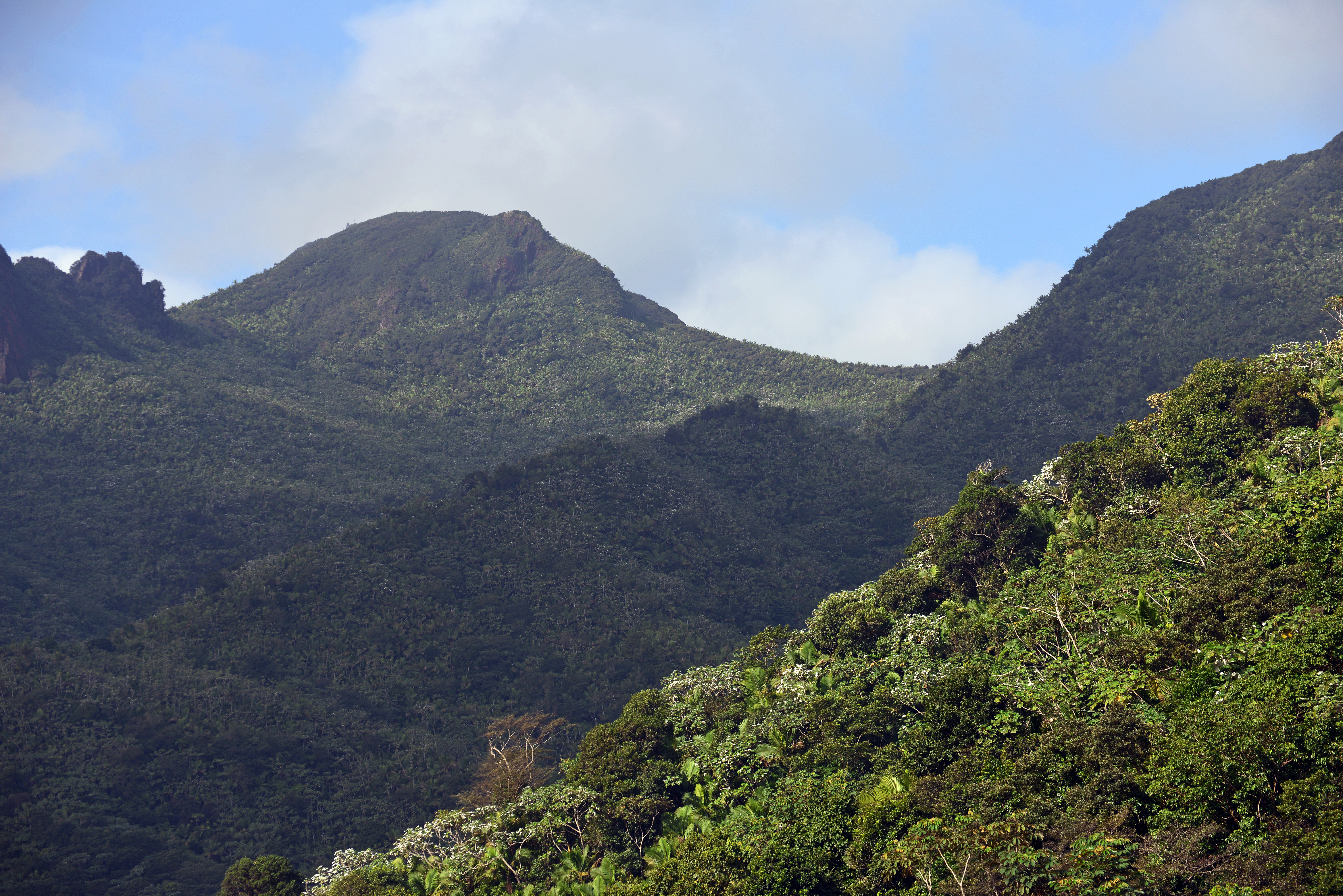
Дощовий ліс в горах Ель-Лукільйо

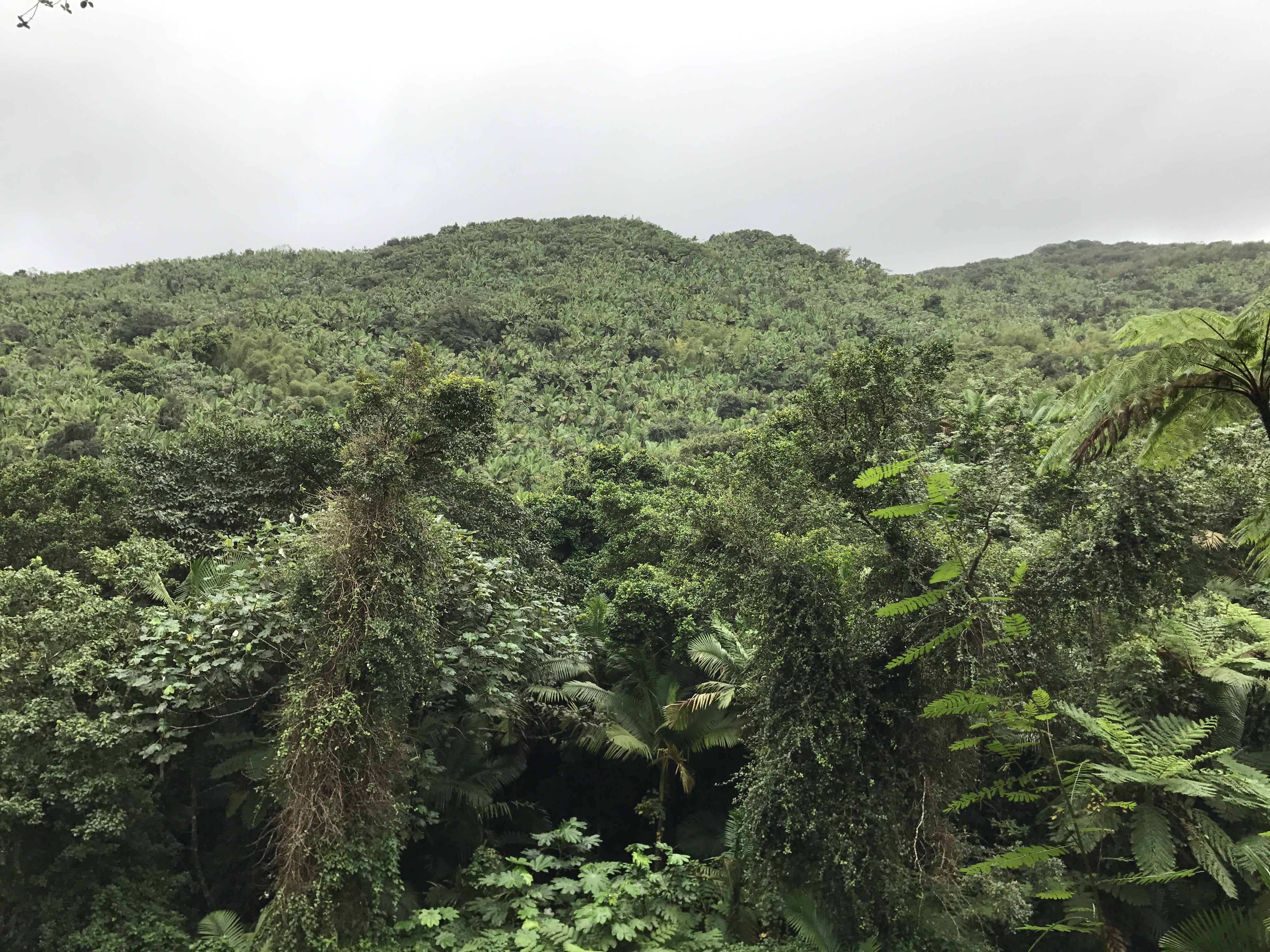
Ландшафт Національного лісу Ель-Юнке

## Географія
Екорегіон вологих лісів Пуерто-Рико розташований на Пуерто-Рико — найсхіднішому та найменшому острові в групі Великих Антильських островів на Карибах. Цей острів простягається на 180 км із заходу на схід та на 64 км з півночі на південь. Близько 60 % Пуерто-Рико займають гори Кордильєра-Сентраль, Сьєрра-де-Лукільйо та Сьєрра-де-Кайєй, що простягаються із заходу на схід через більшу частину острова. Найвищою вершиною острова є гора Серро-де-Пунта заввишки 1338 м.
З геологічної точки зору основу вулканічного острова Пуерто-Рико складають крейдово-еоценові магматичні гірські породи, перекриті більш молодими осадовими породами. На півночі острова серед осадових порід зустрічаються різноманітні карстові форми рельєфу. Внаслідок того, що Пуерто-Рико лежить на кордоні між Карибською та Північноамериканською плитами, в регіоні часто трапляються сильні землетруси та цунамі.
Адміністративно Пуерто-Рико є неінкорпорованою територією США. До складу цієї території також входять сусідні острови, найбільшими з яких є острів Мона, розташований в протоці Мона, що лежить на захід від Пуерто-Рико і відділяє його від Гаїті, та острови Кулебра і В'єкес, які лежать на схід від Пуерто-Рико та на захід від Віргінських островів.
Екорегіон вологих лісів Пуерто-Рико охоплює більшу частину Пуерто-Рико, а також найбільш вологі райони на острові В'єкес. Південне узбережжя Пуерто-Рико та сусідні острови є частиною екорегіону сухих лісів Пуерто-Рико, а деякі прибережні райони — екорегіону мангрів Великих Антильських островів.

## Клімат
На більшій частині екорегіону домінує теплий та вологий екваторіальний клімат (Af за класифікацією кліматів Кеппена). Середньорічна температура в регіоні становить 27 °C, а середньорічна кількість опадів — 1676 мм, однак у деяких районах вона може перевищувати 4000 мм. З грудня по квітень на Пуерто-Рико триває сухий сезон, а з травня по листопад — сезон дощів, під час якого часто трапляються урагани та тропічні шторми.

## Флора
В межах екорегіону зустрічаються різноманітні лісові угруповання, розподіл яких залежить від висоти над рівнем моря, експозиції та ґрунтів. Основними рослинними угрупованнями регіону є рівнинні та гірські дощові ліси.
Рівнинні дощові ліси поширені на більшій частині прибережних низовин Пуерто-Рико, за винятком більш посушливого південного заходу. Серед дерев, що зустрічаються у цих лісах, слід відзначити дерево ятоба (Hymenaea courbaril), пальму короса (Acrocomia media), ланцетне дерево (Damburneya coriacea) та мартиніцький сідероксилон (Zanthoxylum martinicense). На півночі острова дерева в рівнинних лісах досягають висоти 24 м, але в інших місцях вони переважно нижчі. Деякі види у рівнинних дощових лісах Пуерто-Рико скидають листя під час сухого сезону.
У горах Центральної Кордильєри, зокрема в гірському масиві Сьєрра-де-Лукільйо, поширені гірські дощові ліси. На нижніх схилах Сьєрра-де-Лукільйо, на висоті до 600 м над рівнем моря, поширені табонукові ліси, у яких домінують табонукові дерева (Dacryodes excelsa). У добре розвинених насадженнях дерева виростають до 30 м заввишки та утворюють доволі густий лісовий намет на висоті 20 м над землею. У табонукових лісах зустрічається 168 видів дерев, а їх тінистий, помірно густий підлісок складають різноманітні кущі.
На висоті від 600 до 900 м над рівнем моря у гірських лісах Сьєрра-де-Лукільйо домінують болотяні цирілли (Cyrilla racemiflora) або пало-колорадо, які утворюють лісовий намет на висоті 15 м над землею. Окрім пало-колорадо у цих лісах зустрічається ще 52 види дерев, переплетене коріння яких підіймається над ґрунтом. На тих же висотах, на особливо стрімких і вологих схилах, зустрічаються пальмові ліси, у яких переважають гірські пальми (Prestoea acuminata var. montana), які виростають до 15 м заввишки. Пальмові ліси також зустрічаються невеликими ділянками у вологих прибережних районах, оточених пало-колорадськими лісами.
Серед інших дерев, що зустрічаються у гірських дощових лісах Сьєрра-де-Лукільйо, слід відзначити деревну казеарію (Casearia arborea), двозубу манілкару (Manilkara bidentata), лаврову інгу (Inga laurina), слоанею Бертеро (Sloanea berteroana), трубне дерево (Cecropia peltata) та різні види окотей (Ocotea spp.), а серед чагарників, поширених в їх підліску, — шафранову палікурею (Palicourea croceoides), психотрію Бертеро (Psychotria berteroana) та гладенький перець (Piper glabrescens). У нижньому ярусі лісу зустрічаються різноманітні трав'янисті рослини та папороті, особливо у місцях, де через лісовий намет проходить більше сонячних променів. Епіфіти в цих лісах доволі поширені, тоді як ліани зустрічаються рідко.
На найвищих гірських вершинах Пуерто-Рико зустрічаються густі хмарні ліси, у яких переважають пірчасті вейнманнії (Weinmannia pinnata), вест-індійські сумахи (Brunellia comocladifolia) та юкові ногоплідники (Podocarpus coriaceus). Ці дерева виростають лише до 3 м заввишки, утворюючи карликовий ліс. Вони густо вкриті мохами та іншими епіфітами, особливо з родини бромелієвих (Bromeliaceae). Зі збільшенням висоти середня висота та діаметр дерев у лісах зменшується, як і відстань між окремими стовбурами. 

## Фауна
Серед птахів, поширених у вологих лісах Пуерто-Рико, слід відзначити пурпуровошийого голуба (Patagioenas squamosa), карибську еленію (Elaenia martinica), темноголового тирана (Tyrannus caudifasciatus), чорновусого віреона (Vireo altiloquus), антильського щурика (Progne dominicensis), жовтодзьобого пересмішника (Margarops fuscatus), карибського дрозда (Turdus plumbeus), синьоголову гутураму (Chlorophonia musica), антильського гракла (Quiscalus niger), чорноволого потроста (Melanospiza bicolor) та церебу (Coereba flaveola). Ендеміками екорегіону є смарагдові колібрі-манго (Anthracothorax viridis), пуерто-риканські тангари (Nesospingus speculiferus), пуерто-риканські пісняри-лісовики (Setophaga angelae), а також дуже рідкісні пуерто-риканські амазони (Amazona vittata). Популяція амазонів станом на 1975 рік нараховувала лише 13 особин, але завдяки зусиллям правоохоронців за наступні 50 років вона збільшилася до кількох сотень птахів. Ці яскраво-зелені папуги з синіми крилами відіграють дуже велике екологічне значення у лісах регіону, оскільки вони розповсюджують насіння багатьох видів рослин на далекі відстані. 
Майже ендемічними представниками регіону, які також зустрічаються в сухих лісах на півдні Пуерто-Рико або на деяких сусідніх островах, є пуерто-риканські тако (Coccyzus vieilloti), пуерто-риканські колібрі-манго (Anthracothorax aurulentus), карибські колібрі (Eulampis holosericeus), чубаті колібрі (Orthorhyncus cristatus), пуерто-риканські колібрі-смарагди (Riccordia maugaeus), пуерто-риканські сплюшки (Gymnasio nudipes), пуерто-риканські тоді (Todus mexicanus), червоногорлі гіли (Melanerpes portoricensis), антильські копетони (Копетон антильський), антильські піві (Contopus latirostris), пуерто-риканські віреони (Vireo latimeri), пуерто-риканські танагри (Spindalis portoricensis), пуерто-риканські трупіали (Icterus portoricensis), антильські пісняри-лісовики (Setophaga adelaidae) та рудоголові вівсянки-снігурці (Melopyrrha portoricensis). Раніше на Пуерто-Рико зустрічалися ендемічні пуерто-риканські аратинги (Psittacara maugei), однак наразі вони вимерли.
Серед ендемічних або майже ендемічних плазунів, поширених в екорегіоні, слід відзначити пуерто-риканського чубатого аноліса (Anolis cristatellus), пуерто-риканського карликового аноліса (Anolis occultus), пуерто-риканського чагарникового аноліса (Anolis pulchellus), пуерто-риканського велетенського аноліса (Anolis cuvieri), смарагдового аноліса (Anolis evermanni), оливкового кущового аноліса (Anolis krugi), плямистого аноліса (Anolis stratulus), жовтогорлого аноліса (Anolis gundlachi), пуерто-риканського гекона (Sphaerodactylus grandisquamis), пуерто-риканського гірського гекона (Sphaerodactylus klauberi), звичайну пуерто-риканську амейву (Pholidoscelis exsul), пуерто-риканську веретільницю (Diploglossus pleii), пуерто-риканську амфісбену (Amphisbaena caeca), пуерто-риканського сліпуна (Typhlops rostellatus), пуерто-риканського полоза (Borikenophis portoricensis), пуерто-риканського малого полоза (Magliophis stahli) та пуерто-риканського удава (Chilabothrus inornatus). 
Серед амфібій Пуерто-Рико слід відзначити низку ендемічних видів листкових жаб з роду Eleutherodactylus, відомих як кокі, зокрема гірських кокі (Eleutherodactylus portoricensis), бронзових кокі (Eleutherodactylus richmondi), карликових кокі (Eleutherodactylus unicolor) та кокі-цвіркунів (Eleutherodactylus gryllus). Ендемічні звичайні кокі (Eleutherodactylus coqui) є національним символом Пуерто-Рико та важливою частиною місцевої культури.
Єдиними місцевими ссавцями в екорегіоні є рукокрилі, серед яких слід відзначити звичайних молосів (Molossus molossus), антильських плодоїдів (Brachyphylla cavernarum), ямайських плодоїдів (Artibeus jamaicensis), листоносів Ліча (Monophyllus redmani), звичайних вусанів (Pteronotus parnellii) та кіптявних вусанів (Pteronotus quadridens), а також майже ендемічних рудих плодоїдів (Stenoderma rufum). Усі місцеві ендемічні ссавці, які раніше зустрічалися на Пуерто-Рико, зокрема пуерто-риканські хутії (Isolobodon portoricensis), острівні печерні пацюки (Heteropsomys insulans) та пуерто-риканські землерийки (Nesophontes edithae), вимерли незабаром після появи на островах численних інвазивних ссавців. На Пуерто-Рико були інтродуковані свійські кози (Capra hircus), дикі свині (Sus scrofa), свійські коти (Felis catus), хатні миші (Mus musculus), чорні пацюки (Rattus rattus) та сірі пацюки (Rattus norvegicus), які мали значний вплив на місцеву флору і фауну. Хижі малі мангусти (Urva auropunctata) початково були завезені для боротьби з гризунами, однак їх поява в регіоні призвела до скорочення популяції низки видів місцевих тварин.

## Збереження
Оцінка 2017 року показала, що 406 км², або 5 % екорегіону, є заповідними територіями. Природоохоронні території включають: Національний ліс Ель-Юнке, Біосферний заповідник Лукільйо, Державний ліс Ріо-Абахо, Державний ліс Марікао, Державний ліс Монте-Чока, Державний ліс Торо-Негро, Лісовий заповідник Камбалаче та Північно-Східний екологічний коридор.